# Миранда (ТВ серија)
Миранда (енгл. Miranda) је британски ситком који је почео да се емитује на каналима BBC Two, BBC One 2009. године. 
Са бројним повољним критикама, серија је освојила награде БАФТА као и Друштва краљевске телевизије. 
Радња серије се врти око Миранде, она је висока 185 цм и понекад је погрешно схваћена као мушкарац. Никада се није уклапала са својим старим пријатељима из интерната, Тили и Фани, и има гомилу социјалних непријатних ситуација, посебно са мушкарцима. Њена мајка њу сматра разочарењем јер не може да нађе нормалан посао и дечка. Она међутим има бутик и продавницу вицева и живи изнад тих радњи. 

## Улоге
- Миранда Харт као Миранда — несретна, социјално непријатна, 35-годишња жена која се често налази у неспретним и бизарним ситуацијама. Она је има зла у себи у односу на њену средњу класу, образованог порекла и одлучује да уложи наследство од свог ујака у продавници вицева уместо да следи оно што њена мајка доживљава као "респектабилнију" каријеру. Миранда се бори са свакодневним животом одраслих, често се препуштајући чудном, дечјем понашању.
- Том Елис као Гери Престон — згодан, љубазан кувар; стари универзитетски пријатељ Миранде. Иако је увек међу њима владала привлачност, нити је то започело све док не почне да ради у ресторану поред Мирандине радње. Иако Мирандино понашање често збуњује, Гери јој је генерално драг, отворене природе, посебно пошто је спремна да му помогне када је то потребно. Гери је самоуверенији и световнији од Миранде, али дели њену несигурност у романтичним ситуацијама и понекад се умеша у чудне ситуације с њом.
- Сара Хедленд као Стиви Сатон — Мирандина пријатељица из детињства и помоћница менаџера у продавници вицева (иако у ствари обавља већину посла због Мирандиног недостатка пословног смисла). Она је углавном више амбициознија од Миранде.
- Патриша Хоџ као Пени — Мирандина мајка чија је главна мисија у животу пронаћи Миранду мушкарца и бољи посао. Очајнички жали Мирандину одлуку да води продавницу ујака и жели да се уда што пре.
- Сели Филипс као Тили
- Џејмс Холмс као Клив Еланс
- Бо Пораџ као Мајкл Реџфорд
- Едријан Скарбороу као Чарли

## Епизоде
| Сезона | Сезона          | Епизоде | Епизоде | Оригинално емитовање | Оригинално емитовање |
| Сезона | Сезона          | Епизоде | Епизоде | Премијера            | Финале               |
| ------ | --------------- | ------- | ------- | -------------------- | -------------------- |
|        | 1.              | 6       | 6       | 9. новембар 2009.    | 14. децембар 2009.   |
|        | 2.              | 6       | 6       | 15. новембар 2010.   | 20. децембар 2010.   |
|        | 3.              | 6       | 6       | 26. децембар 2012.   | 28. јануар 2013.     |
|        | Специјал сезоне | 2       | 2       | 25. децембар 2014.   | 1. јануар 2015.      |

### Сезона 1
| Бр. еп. | Наслов        | Премијера          |
| --- | ------------- | ------------------ |
| 1 | ''Састанак''  | 9. новембар 2009.  |
| Након одласка у ресторан на ручак с Тили и Фани, Миранда наилази на старог пријатеља, Герија, који након повратка из путовања ради у ресторану као кувар и пита је да попију пиће. Узбуђена због свог првог правог изласка, одлази у куповину нове хаљине како би импресионирала, али мешају је са транвеститом. Након што се састанак разочаравајуће заврши, сутрадан пристају на још једно пиће. Придружује се куповини венчаница Тили и Фани и наговарају је да се опроба хаљину. Гери и његова мајка пролазе поред продавнице и виде је кроз прозор; Пени се онесвести, а Миранда јури Герија низ улицу да објасни да није очајна да се уда.                                  |               |                    |
| 2 | ''Наставник'' | 16. новембар 2009. |
| Након што Миранда брзо пристане да постане Геријева супруга ако не нађе неку другу особу, одлучује да створи спонтани романтични тренутак с њим, тако да ће је он видети у новом светлу. Стиви је уверава да се с њом придружи вечерњем курсу француског језика како би се осећала софистициранијом и страственијом. Миранда одлази, али открива да предавање води њен наставник из старе школе, г. Клејтон. Након одласка, пролази курс танга и позива Герија да јој се придружи. Они присуствују и потенцијални „тренуци“ пролазе након неслагања. Следеће вечери Гери јој даје лекцију у кувању, када још један потенцијални „тренутак“ доведе до још једног неслагања.        |               |                    |
| 3 | ''Посао''     | 23. новембар 2009. |
| Након што никад није имала "очигледан пут у каријери", Пени је разочарана што њена ћерка нема прави посао. Тилина промоција води Пени да јој каже да Миранда има нови посао на телевизији и да је само у продавници вицева више као репортерка, а Миранда одлучује да докаже да мајка греши и да је пронашла нову каријеру. Након што је добила посао у робној кући и изгубила га приликом покушаја да откаже чланство у теретани, нашла је посао конобарице у Геријевом ресторану. Након што Тили види Миранду као конобарицу, Пнни изјављује да сигурно обавља други посао, у што Тили не верује док се Гери не појави у кадетској униформи и изнесе је из ресторана у наручје. |               |                    |
| 4 | ''Одмор''     | 30. новембар 2009. |
| Кад нова муштерија каже Миранди да није кул, али да је млада, слободна и сама, она спонтано обавештава све да ће отићи на Тајланд на неколико дана. Да би се спасила гњаваже, она уместо тога одлучује да се тајно пријави у хотелу низ пут. Ужива у задовољству боравка у хотелу и спријатељи се са носачем Џејсоном и Колином, организатором конференције. Након што су се ушуњали у продавницу и стан и напијања након забаве, Пени, Клив, Гери и Стиви сазнали су истину о њеном одмору. Тада стиже прави говорник семинара и испада да је то купац који је започео овај неред, због чега је Миранда скочила кроз прозор да би побегла.                                       |               |                    |
| 5 | ''Оправдање'' | 7. децембар 2009.  |
| Након што је присуствовала венчању, Пени одлучује да одржи забаву на тему Понос и предрасуде како би Миранду покренула са Едмундом Детори. Не успева ни да се опрости, али забава је отказана када ју је Тили средила да се нађе са Чарлијем. Састанак пролази лоше, а Пени реорганизира забаву. Да би избегла састанке које организује њена мајка, Миранда одлучује да јој каже да је лезбијка. Миранда на забави види Едмунда а затим најављује да је хетеросексуална, али након упознавања, она не подноси његов глас. |               |                    |
| 6 | ''Пас''       | 14. децембар 2009. |
| Када мушкарац остави свој новчаник у радњи, Миранда и Стиви се такмиче једно против другог да би видели кога би радије одвели на вечеру, идући даље чак до паса. Да би доказали да се може носити са шкакљивом социјалном ситуацијом, Миранда прихвата позив у Хенлијевој регати са Тили и Фани, који је моле да је не срамоти себе и њих. У међувремену, Герију је понуђен посао у Хонг Конгу и Миранда не тражи да остане након што јој Клив каже да изгледа да Гери чека да га пита. На његовом одласку на забаву, музичка промена ДЈ-а прекида њихову дискусију и Гери оставља непримећен.                                                                                    |               |                    |

### Сезона 2
| Бр. еп. | Наслов                  | Премијера          |
| --- | ----------------------- | ------------------ |
| 1 | ''Нова ја''             | 15. новембар 2010. |
| Миранда се осећа лоше откад је Гери отишао у Хонг Конг и Стиви је наговорио да крене даље. Одлучи да постане нова жена и упознаје згодног новог америчког кувара, Денија који је тражи. Уместо тога, Миранда изазива пустош у суши бару и Пени се привремено усељава са њом. Када купује нови кревет, људи запослени у радњи мисле да је она нова радница. Дени се касније враћа на своје место и љуби је у ресторан следећег дана, баш као што се и Гери вратио. Дени осети да је усред нечега и одлази. |                         |                    |
| 2 | ''Пре него што умрем''  | 22. новембар 2010. |
| Након што је присуствовала сахрани старог рођака, Миранда почиње размишљати о својој смрти. Покушава да учини добро читајући старије и присуствујући добротворном скоку падобраном, али у оба не успева. У међувремену, Геријеви пријатељи Криси Алисон питају Миранду да буде кума њиховог нерођеног детета. Миранда покушава да се извуч, укључујући читање Мајн Кампфа деци у библиотеци. Кад касније у пабу Миранда на погребу налети на викара и докаже да је она лоша особа да би била кума детета. Међутим, остали верници верују да је добра пошто су је видели како чита како старијима и пријављује се за скок из авиона. |                         |                    |
| 3 | ''Хајде да урадимо то'' | 29. новембар 2010. |
| Стиви и Клив одлучују да је време да Миранда и Гери оду на састанак, а они су их организовали. За време вечере, Гери им предлаже да заједно спавају, а Миранда се слаже. Међутим, њихова одлука да буде спонтана не иде добро. У међувремену, Тили, која је заузета планирањем свог венчања с Рупертом, поново одлучује да Миранду успостави са својим пријатељем, Чарлијем. Руперт постаје привлачан за Миранду и она мора пронаћи начин да каже Тили. Миранда је тада заробљена у свом стану са Рупертом, Чарлијем и Геријем, покушавајући да изађе из те ситуације.                                                              |                         |                    |
| 4 | ''Дно''                 | 6. децембар 2010.  |
| Миранда и Стиви настоје се спријатељити с новом младом конобарицом Тамаром. Међутим, они се боре када Тамара предложи да остану будни целу ноћ пре пливања ујутро. Миранда је приморана да се суочи са својим проблемима с голотињом након искуства на часовима уметности. Кад Тамара не иде у корак са својим послом, Клив сугерише да постану Гери и Тамара венчани јер је Тамари треба зелени картон што доводи до свађе између Миранде и Герија. У међувремену, Пени купује мобилни телефон и има проблема са читањем њених порука.                                                                                             |                         |                    |
| 5 | ''Понашај се нормално'' | 13. децембар 2010. |
| Миранда и Пени присуствовале су терапији после инцидента у парку, у коме их је полиција умешала када су мислили да Миранда покушава да отме разред деце са двадесет девет сладоледа које је заборавила да плати. Њихов терапеут, Ентони, углавном ћути, што доказује да не може њих две да поднесе. Покушавају да се понашају нормално, што је тешко свима. |                         |                    |
| 6 | ''Савршен Божић''       | 20. децембар 2010. |
| Мирандини поклони које је наручила путем интернета нису стигли и треба да преживи Божић са мајком и оцем. Након одлска код лекара, она среди да јој поклони буду враћени и она се састаје са Геријем. Миранда и Стиви одлуче да Божићни дан проведу у њеном стану са Кливом, Геријем и Тили. Међутим, након пар аргумената, Миранда ипак одлучује да Божић проведе са родитељима. |                         |                    |

### Сезона 3
| Бр. еп. | Наслов                 | Премијера          |
| --- | ---------------------- | ------------------ |
| 1 | ''Критика''            | 26. децембар 2012. |
| Миранда је пристала да буде само пријатељица са Геријем, али њима је то тешко. У међувремену, продавница вицева се затворила, па је Миранда, након што су је инспирисали Стиви и Тили, добила посао у канцеларији. Пени покушава да помогне Миранди да преузме свој живот под контролом и натера ћерку да се придружи класи за мршављење, након што је нашла неке вести о обезитости. Миранда касније од репортера, Мајка, сазнаје да камера само увећава људе. Она и Стиви се затим договарају да постану пословни партнери и поново отварају радњу.                   |                        |                    |
| 2 | ''Какво изненађење''   | 1. јануар 2013.    |
| Миранда одлучи да пронађе дечка кад Гери почне да се виђа са Роуз. У ноћном клубу упознаје Мајка, локалног новинара, и он је позове на састанак који касније не иде на добро. Када се Пени кандидује за место у локалном већу, Тили јој помаже у кампањи. Када је Миранда ухапшена због лажног представљања полицајцу, Пени јој помаже да изађе на крај, да би могла изаћи на други састанак са Мајком. Касније себе назива својим дечком, а Миранда открива Герију да је срећна.                                                                                       |                        |                    |
| 3 | ''Вечера''             | 7. јануар 2013.    |
| Миранда покушава да докаже да може бити одрасла особа и нуди да се брине о малом детету. Када јој леђа попуштају у тунелу у игровном центру за децу, Миранда одлази к киропрактичару али срамоти се "пуштајући ветар". Мајк открива да жели да Миранда упозна његовог оца, а она нуди да организује вечеру. Мајков отац испада да је Мирандин киропрактичар и он се не сналази добро са Пени. Касније се Гери раскида с Роуз, док Мајк признаје своју љубав према Миранди.                                                                                              |                        |                    |
| 4 | ''Не жалим ни за чим'' | 14. јануар 2013.   |
| Миранда проводи пет дана заробљена у свом стану водећи бригу о својој болесној мајци. Кад нађе своју прву седу косу, Миранда се брине да ништа није учинила у животу и одлучује да живи ослобођено од жаљења. Долази са списком, али пре него што почне да обавља било коју од активности, разболи се од грипа. Миранда у почетку добија мало симпатија од Пени и њених пријатеља. Али када се почне опорављати, претвара се да је још увек болесна да би искористила њихову великодушност. Пени, Тили, Стиви и Гери ухвате Миранду, али тада се разболе исто од грипа. |                        |                    |
| 5 | ''Три мале речи''      | 21. јануар 2013.   |
| Након куповине ресторана, Гери се припрема за његово поновно отварање. Пени покушава наговорити Рејмонда Бланка да дође на вечеру у њеном тениском клубу. Кад Миранда схвати да је заљубљена у Герија, Стиви јој говори да би требало раскинути са Мајком. Миранда има проблема када говори Герију како се осећа, док Мајк открива да му је понуђен посао у иностранству и раскида са Мирандом. Током свађе са Геријем, Миранда му говори како се осећа. Гери долази у ресторан који се поново отвара, а Миранда га љуби.                                               |                        |                    |
| 6 | ''Брз састанак''       | 28. јануар 2013.   |
| Пени најављује да она и Цхарлес обнављају брачне завете, док Тили свима представља свог новог дечка - Чарлија. Миранда покушава да преболи Герија и одлучи да оде у Мароко. Првобитно одседа у локалном хотелу, а потом се зауставља на аеродромском обезбеђењу због преношења мачке преко границе. Миранда продаје стан и одлучује да иде на Вик. Гери одлази до станице како би зауставио Миранду да оде и изјави своја осећања према њој. Мајк се враћа и он и Гери предлажу Миранди, остављајући је да бира између њих, завршавајући се епизода на литици.          |                        |                    |

### Специјали
| Бр. еп. | Наслов                     | Премијера          |
| --- | -------------------------- | ------------------ |
| 1 | ''Пристајем али за кога?'' | 25. децембар 2014. |
| Миранда прихвата Геријев у просидбу и касније те вечери након многих неуспелих покушаја коначно спавају заједно, али она тада постаје забринута што јој он никада није рекао да је воли. Стиви и Миранда нестају, док је Гери забринут када Тили и Пени започну планирање венчања. Тили и Чарли се такође вере. Миранда и Стиви надокнађују време кад одлазе на камповање. Када се Миранда суочи са Геријем о томе да ли је воли, он верује да му Миранда не верује и они се растају.      |                            |                    |
| 2 | ''Последња завеса''        | 25. децембар 2014. |
| Миранда покушава да преболи Герија после њиховог раскида. Кад Пени покуша да пронађе другог младожењу за њу, Миранда јој коначно каже да бежи из њеног живота док је не прихвати таквом каква је. Стиви, Пени и Тили постају забринути због Мирандиног чудног понашања. Миранда схвата да жели Герија назад и открива да је он на венчању. Под претпоставком да ће се венчати, Миранда прекида венчање и сазнаје да је Гери кум на венчању. Она и Гери се сложе да се венчају у ресторану. |                            |                    |

## Критике
Прва сезона изабрана је као једна од 10 најбољих телевизијских емисија за јесен 2009.  у листу The Sunday Times. 
Друга сезона је имала са 3,19 милиона гледалаца, што је пораст на 4,01 милиона гледалаца за трећу епизоду.
Уводна епизода треће сеезоне постала је једна од најгледанијих емисија у Великој Британији током божићног периода, привукавши укупну публику од преко 11,5 милиона гледалаца. 